# Zeller Forst-West
Der Zeller Forst-West ist eine Gemarkung im Steigerwald. Sie liegt in der Gemeinde Sand am Main im unterfränkischen Landkreis Haßberge und erstreckt sich über eine Fläche von etwa 488 Hektar. Ursprünglich war das Gebiet ein gemeindefreies Gebiet, das heute jedoch als eigene Gemarkung besteht. Das Gebiet ist vollständig bewaldet.

## Geographische Lage
Der Zeller Forst-West liegt an der nordöstlichen Abdachung des Mittelgebirges Steigerwald. Im Osten grenzt der Stadtwald Eltmann an das Gebiet, im Süden schließt die Gemarkung Oberschleichach an. Westlich befindet sich die Gemarkung Zell am Ebersberg, nördlich Sand am Main, und nordöstlich liegt Limbach, ein Stadtteil von Eltmann. Die höchste Erhebung ist der Ebersberg mit 450 Metern, der östlich von Zell am Ebersberg gelegen ist. 
Innerhalb des Waldgebiets entspringen mehrere Quellen, darunter die Limbachquelle, die den Stegsgraben speist, sowie der Diebrunn, der den Weidenmühlbach speist. Weitere Wasserquellen sind der Eselsbrunnen am südwestlichen Teil des Ebersbergs und das Hirschbrünnlein. Auch der Schulbach, der nach Osten fließt, hat hier seine Quelle.

## Gemarkung
Der Zeller Forst-West war früher ein gemeindefreies Gebiet mit einer Fläche von über 1000 Hektar. Heute umfasst die Gemarkung nur noch 488 Hektar. Der genaue Zeitpunkt der Eingemeindung ist nicht bekannt. Vermutlich wurde ein Teil des Gebiets nach Knetzgau und ein anderer nach Sand am Main eingemeindet, da die Bezeichnung „Zeller Forst-West“ weiterhin auch westlich der aktuellen Gemarkung im Steigerwald verwendet wird.

## Naturschutz
Der Naturwald Knetzberge-Böhlgrund erstreckt sich im südwestlichen Teil des Zeller Forst-West und zählt zu den größten Waldschutzgebieten und Naturwäldern Bayerns. Das Gebiet ist vollständig in die Schutzzonen des FFH-Gebiets Buchenwälder und Wiesentäler des Nordsteigerwalds sowie des Vogelschutzgebiets Oberer Steigerwald eingebunden. Im östlichen Teil der Gemarkung befinden sich zwei weitere Naturwaldflächen: der Naturwald Röderholz (ca. 3 Hektar, ausgewiesen als Nr. 4983) und eine kleinere Fläche von 0,75 Hektar (Nr. 4979) südlich des Hirschbrünnleins.
Von besonderer ökologischer Bedeutung ist das im äußersten Südwesten gelegene Naturschutzgebiet Naturwaldreservat Mordgrund. Es dient dem Schutz des Waldstandorts auf Gipskeuper am Steigerwaldanstieg in seiner natürlichen Form. Ziel ist die Erhaltung der Lebensgemeinschaften von Böden sowie von Tier- und Pflanzenarten. Das Gebiet fördert die ungestörte natürliche Waldentwicklung und dient der forstwissenschaftlichen Forschung. Es ist außerdem Teil des europäischen FFH-Schutzgebietsnetzwerks und unterstützt die Förderung seltener Arten.
Außerdem ist das Gebiet Teil des Naturparks Steigerwald.

## Denkmäler
In der Gemarkung befinden sich zwei Bodendenkmäler. Eines davon ist der Bestattungsplatz mit Grabhügeln der Hallstattzeit (Denkmal Nr. D-6-6029-0022), der im Naturschutzgebiet Naturwaldreservat Mordgrund liegt. Ein weiteres Denkmal ist die Abschnittsbefestigung mit mittelalterlichem Burgstall Ebersberg (Denkmal Nr. D-6-6029-0001). Hierbei handelt es sich um die Überreste einer abgegangenen Höhenburg, von der heute nur noch der Graben erhalten ist.